# Drežnica (Kroatië)
Drežnica is een plaats in de gemeente Ogulin in de Kroatische provincie Karlovac. De plaats telt 729 inwoners (2001).